# 黃日照
黃日照（1931年—2018年7月16日），前中央音樂学院助理教授、已故香港著名管樂音樂人，名音樂總監及音樂指揮。

## 生平
黃日照出生於菲律賓，第二次世界大戰後移到香港定居。他是首屆香港警察樂隊小號手，在五十年代初入读于香港音乐专科学校学习小號及音乐理论（初期位于旺角阿皆老街口，八十年代后期迁往深水埗）。他於1953年考入中央音樂學院作曲系，作曲師從馬思聰，又得到中國小號之父─夏之秋欣賞，於1954年成為夏之秋的助教。於中央音樂學院二十一年間，黃日照曾在莫斯科受教於前蘇聯小號家提摩費·多克西哲(Timofei Dokschitzer)。 黃日照在文化大革命時曾被批鬥，而当过掃漆工人，其时以无线电为业余愛好。后因国内政策转变而在1974年獲批回港，住在红磡信用街的旧楼，並在香港浸會學院音樂系任教小号演奏。
他於1975年開始任教於聖文德書院銀樂隊，並带领乐队转为管乐团，其间帶領書院共贏得十次香港校際音樂節高級組管樂團冠軍，包括連續六年贏取冠軍，六連冠的成績至今仍未打破。他亦於1976年為聖文德書院創作出《聖文德進行曲》，令聖文德書院成為全港其中一隊擁有自身進行曲的學校。另有一改编自欧洲民歌的作品《跳吧、跳吧》，亦为当年乐团的经常曲目。此外，也在当年与叶惠康博士及其他音樂人共同创办香港泛亚交响乐团，並担任首席小号手，而当中有一半铜管乐手由黄老师在圣文德乐队成员及在香港浸会学院学生挑选兼任。1978年，黃日照加入香港政府音樂事務統籌處任一級訓練主任，至1986年退休。退休之後於1987年為香港中國婦女會中學組織了管樂團。 
1987年5月，黃日照聯同其他人成立了香港交響管樂團，並於1992年擔任音樂總監。黃老師把《聖文德進行曲》改名為《香港交響管樂團進行曲》。2001年8月，黃日照獲中國藝術教育促進會聘任為亞洲學生管樂協會理事。數十年來，黃老師共編製了百多首小號練習曲；管樂團作品近二十首及小號獨奏作品十多首。 
黃日照早年的學生很多成為現今香港音樂界之著名人物，也有很多转作其他方向发展，但仍不忘黄老师的以人为本的教导。音乐人当中包括著名音樂人伍樂城、香港交響管樂團音樂總監及指揮李樹昇等。黃老师在2007年中风后已很少参加乐团活动，他不幸於2018年7月16日撒手塵环，終年86歲。

## 外部連結
- http://www.hksw.org.hk/musicdirector.html%5B%5D